# Dipterocarpus gracilis
Espèce
Classification phylogénétique
Statut de conservation UICN

 VU  : Vulnérable
Dipterocarpus gracilis est un grand arbre sempervirent d'Asie du Sud-Est

## Répartition
Forêts mixtes de diptérocarpus de plaine du Bangladesh, Îles Andaman, Arunachal Pradesh, Assam, Tripura,  Java, Kalimantan, Sumatra,  Péninsule Malaise, Myanmar, Thaïlande, Philippines,

## Préservation
En danger critique de disparition du fait de la déforestation et son exploitation en tant que bois pour contreplaqué, sous le nom de keruing.